# Minh Khai, quận Hồng Bàng
Minh Khai là một phường cũ từng thuộc quận Hồng Bàng, thành phố Hải Phòng, Việt Nam.

## Địa lý
Phường Minh Khai có diện tích 0,62 km², dân số năm 2023 là 7.340 người, mật độ dân số đạt 11.838 người/km².

## Hành chính
Phường Minh Khai được chia thành 4 tổ dân phố: Cù Chính Lan, Hoàng Văn Thụ, Lý Tự Trọng, Minh Khai.

## Lịch sử
Ngày 3 tháng 1 tháng 1981, Hội đồng Chính phủ ban hành Quyết định số 3-CP về việc đổi khu phố Hồng Bàng thành quận Hồng Bàng. Khi đó, phường Minh Khai thuộc quận Hồng Bàng.
Ngày 20 tháng 7 năm 2022, HĐND TP. Hải Phòng ban hành Nghị quyết số 26/NQ-HĐND về việc:
- Thành lập tổ dân phố Cù Chính Lan trên cơ sở tổ dân phố Cù Chính Lan 1, tổ dân phố Cù Chính Lan 2, tổ dân phố Bến Bính, một phần tổ dân phố Điện Biên 1.
- Thành lập tổ dân phố Hoàng Văn Thụ trên cơ sở tổ dân phố Hoàng Văn Thụ, Nguyễn Tri Phương, Đinh Tiên Hoàng, một phần tổ dân phố Điện Biên 1, một phần tổ dân phố Điện Biên 2.
- Thành lập tổ dân phố Minh Khai trên cơ sở tổ dân phố Hoàng Diệu, Lý Nam Đế, một phần tổ dân phố Điện Biên 2, một phần tổ dân phố Điện Biên 3, một phần tổ dân phố Minh Khai.
- Thành lập tổ dân phố Lý Tự Trọng trên cơ sở tổ dân phố Lý Tự Trọng 1, tổ dân phố Lý Tự Trọng 2, một phần tổ dân phố Minh Khai, một phần tổ dân phố Điện Biên 3.

Ngày 16 tháng 6 năm 2025, Ủy ban Thường vụ Quốc hội ban hành nghị quyết sắp xếp đơn vị hành chính cấp xã của thành phố Hải Phòng năm 2025. Theo đó, toàn bộ diện tích tự nhiên, quy mô dân số của phường Minh Khai được sắp xếp với toàn bộ diện tích tự nhiên, quy mô dân số của các phường Hoàng Văn Thụ, Hùng Vương, Phan Bội Châu, Thượng Lý, Sở Dầu và một phần diện tích tự nhiên của phường Gia Viên thành phường mới có tên gọi là phường Hồng Bàng.